# Хоэль Великий
Хоэль Великий (брет. Hoel Mawr; умер в 545) — старший сын и наследник короля Арморики Будика II. Персонаж сказаний о Короле Артуре.

## Биография

### Правление
Литературные писатели превратили Хоэля в сэра Ховела, одного из Рыцарей Круглого Стола, и большинство информации о нем исходит от этих и более поздних источников, где историчность подвергается сомнению. В средневековой валлийской литературе он описан как Hywel fab Emyr Llydaw, его отца звали Emyr Llydaw («Правитель Бретани»). В некоторых преданиях его называют отцом святого Тудваля.
Согласно легендам, большую часть детства Хоэль провёл в Диведе. В молодости Хоэль также долгое время жил при дворе короля Артура, и, хотя он вернулся в Бретань, когда его отец стал там королём, он вскоре попросился обратно, чтобы помочь Артуру преодолеть саксонской бедствия.
Хоэль, якобы, высадился в Саутгемптоне и немедленно двинулся на север с большой армией, чтобы помочь королю Артуру в битве при Дубгласе, в осаде Каэр-Эбраука, в битве в Каледонском лесу и перед осажденным себя в Каэр-Brithon (Думбартон-рок). Наибольшее час Хоэла, однако, был на триумфальной битве у горы Бадон. Позднее он принял участие в континентальной кампании Артура, в завоевании Галлии[стиль].
Хоэль затем вернулся в своё королевство, где вспыхнула междоусобная война. Там ему помог его зять Тристан Лионесский. Хоэль помогал управлять своему отцу, когда тот был уже стар. Вскоре отец его умер, затем скоропостижно скончался и Хоэль. Его сыновья разделили власть между собой.

### Семья
Жена — Альма-Помпея верх Риотам (родилась в 485 году). Дети:
- Святой Руфон
- Теудр Великий
- Хоэль Младший
- дочь, замужем за Мелиодасом ап Ффелигом
- Ител Великодушный
- Святой Тудвал (ум.564)
- Святая Севе
- Алиенор
- Святая Дуиарау Младшая
- Святой Силун
- Святой Артфаэль[англ.] (ум.570)
- Святой Ллинор
- Изольда Белорукая, жена Тристана
- Рунален
- Кахедрин
- Дерфель (466[1]—560)